# اوله ورنیایف

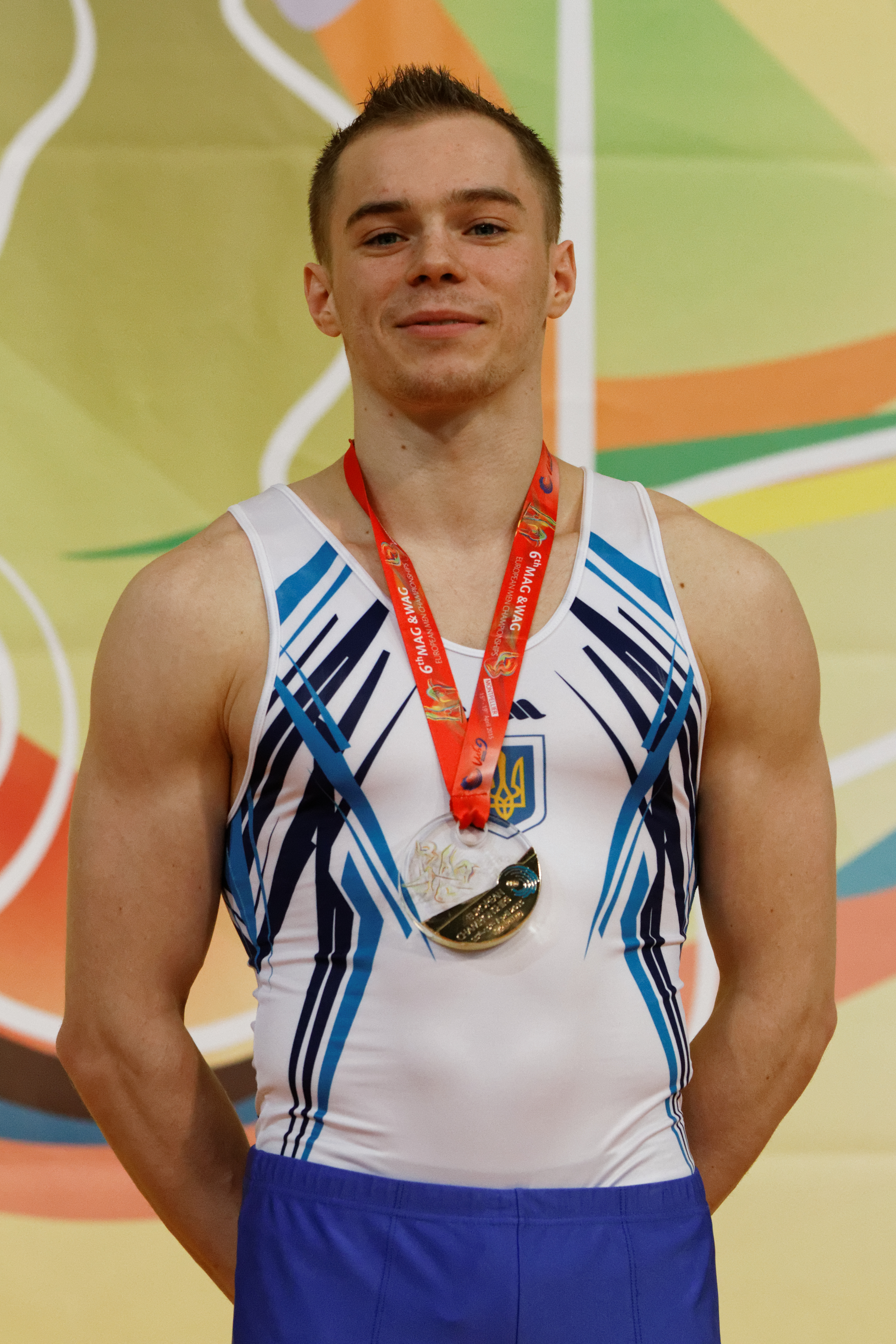
اوله ورنیایف در سال ۲۰۱۵

اوله ورنیایف (به انگلیسی: Oleh Vernyayev) ژیمناست زادهٔ ۲۹ سپتامبر ۱۹۹۳ میلادی اهل کشور اوکراین است. او در المپیک ۲۰۱۶ ریو دو ژانیرو در پارالل به مدال طلا دست یافت و در مجموع شش اسباب نقره گرفت.